# Geórgia nos Jogos Olímpicos de Inverno de 2022
Geórgia participa dos Jogos Olímpicos de Inverno de 2022, realizados em Pequim, na China.
É a oitava aparição do país em Olimpíadas de Inverno. É representado por nove atletas, sendo cinco homens e quatro mulheres.

## Competidores
| Esporte             | Masculino | Feminino | Total |
| ------------------- | --------- | -------- | ----- |
| Esqui alpino        | 1         | 1        | 2     |
| Patinação artística | 3         | 3        | 6     |
| Luge                | 1         | 0        | 1     |
| Total               | 5         | 4        | 9     |

## Desempenho

### Esqui alpino
Masculino
| Atleta          | Evento         | Descida 1 | Descida 1 | Descida 2   | Descida 2   | Total       | Total       | Total       | Ref.  |
| Atleta          | Evento         | Tempo     | Pos.      | Tempo       | Pos.        | Tempo       | Dif.        | Pos.        | Ref.  |
| --------------- | -------------- | --------- | --------- | ----------- | ----------- | ----------- | ----------- | ----------- | ----- |
| Soso Japharidze | Slalom         | 1:02.02   | 41        | 55.87       | 30          | 1:57.89     | +13.80      | 32          | [ 4 ] |
| Soso Japharidze | Slalom gigante | DNF       | DNF       | Não avançou | Não avançou | Não avançou | Não avançou | Não avançou | [ 5 ] |

Feminino
| Atleta         | Evento         | Descida 1 | Descida 1 | Descida 2 | Descida 2 | Total   | Total  | Total | Ref.  |
| Atleta         | Evento         | Tempo     | Pos.      | Tempo     | Pos.      | Tempo   | Dif.   | Pos.  | Ref.  |
| -------------- | -------------- | --------- | --------- | --------- | --------- | ------- | ------ | ----- | ----- |
| Nino Tsiklauri | Slalom         | 1:00.11   | 47        | 1:00.37   | 42        | 2:00.48 | +15.50 | 42    | [ 6 ] |
| Nino Tsiklauri | Slalom gigante | 1:04.49   | 41        | 1:05.38   | 35        | 2:09.87 | +14.18 | 34    | [ 7 ] |

### Patinação artística
Masculino
| Atleta               | Evento     | SP    | SP  | FS     | FS | Tot.   | Pos. | Ref.  |
| -------------------- | ---------- | ----- | --- | ------ | -- | ------ | ---- | ----- |
| Morisi Kvitelashvili | Individual | 97.98 | 5 Q | 170.64 | 11 | 268.62 | 10   | [ 8 ] |

Feminino
| Atleta              | Evento     | SP    | SP   | FS     | FS | Tot.   | Pos. | Ref.  |
| ------------------- | ---------- | ----- | ---- | ------ | -- | ------ | ---- | ----- |
| Anastasiia Gubanova | Individual | 65.40 | 10 Q | 135.58 | 10 | 200.98 | 11   | [ 9 ] |

Misto
| Atleta                                                                                            | Evento        | SP    | SP   | FS          | FS          | Tot.        | Pos.        | Ref.   |
| ------------------------------------------------------------------------------------------------- | ------------- | ----- | ---- | ----------- | ----------- | ----------- | ----------- | ------ |
| Karina Safina Luka Berulava                                                                       | Duplas        |       |      |             |             |             |             |        |
| Maria Kazakova Georgy Reviya                                                                      | Dança no gelo | 67.08 | 18 Q | 97.25       | 19          | 164.33      | 19          | [ 10 ] |
| Morisi Kvitelashvili Anastasiia Gubanova Karina Safina Luka Berulava Maria Kazakova Georgy Reviya | Equipes       | 22    | 6    | Não avançou | Não avançou | Não avançou | Não avançou | [ 11 ] |

### Luge
Masculino
| Atleta              | Evento     | 1ª descida | 1ª descida | 2ª descida | 2ª descida | 3ª descida | 3ª descida | 4ª descida  | 4ª descida  | Final    | Final | Final | Ref.   |
| Atleta              | Evento     | Tempo      | Pos.       | Tempo      | Pos.       | Tempo      | Pos.       | Tempo       | Pos.        | Tempo    | Dif.  | Pos.  | Ref.   |
| ------------------- | ---------- | ---------- | ---------- | ---------- | ---------- | ---------- | ---------- | ----------- | ----------- | -------- | ----- | ----- | ------ |
| Saba Kumaritashvili | Individual | 1:00.211   | 30         | 1:00.146   | 32         | 1:00.036   | 31         | Não avançou | Não avançou | 3:00.393 | —     | 31    | [ 12 ] |

Legenda
| Recorde mundial      | Recorde mundial (World record)               |                       | Recorde africano                      | Recorde africano (African) |                                           | Q | Classificado por posição (Qualified) |
| Recorde olímpico     | Recorde olímpico (Olympic record)            | Recorde da América    | Recorde da América (Americas)         | q                          | Classificado por melhor tempo (Qualified) |   |                                      |
| Melhor marca do ano  | Melhor marca do ano (World leading)          | Recorde asiático      | Recorde asiático (Asian)              | DNS                        | Não largou (Did not start)                |   |                                      |
| Recorde nacional     | Recorde nacional (National record)           | Recorde europeu       | Recorde europeu (European)            | DNF                        | Não terminou (Did not finish)             |   |                                      |
| Recorde pessoal      | Recorde pessoal do atleta (Personal best)    | Recorde da Oceania    | Recorde da Oceania (Oceania)          | DSQ / DQ                   | Desclassificado (Disqualified)            |   |                                      |
| Recorde da temporada | Recorde da temporada do atleta (Season best) | Recorde sul-americano | Recorde sul-americano (South America) | NM                         | Sem marca (No mark)                       |   |                                      |